# 代数多様体の特異点
代数幾何学という数学の分野において、代数多様体 V の特異点 (singular point of an algebraic variety) は、この点において多様体の接空間をきちんと決められないという幾何学的な意味で'特別な'（つまり特異な）点 P である。実数体上定義された多様体の場合には、この概念は非局所平坦性の概念を一般化する。代数多様体の特異でない点を正則 (regular) という。特異点を全く持たない代数多様体を非特異 (non singular) あるいは滑らか (smooth) という。
例えば、方程式
y2 − x2(x + 1) = 0
の定める平面代数曲線（三次曲線）は、原点 (0,0) で自己交叉し、したがって原点は曲線の二重点である。それは特異である、なぜならばただ1つの接線がそこで正しく定義されないからである。
より一般に F を滑らかな関数として陰関数
F(x,y) = 0,
で定義される平面曲線がある点で特異であるとは、F のテイラー級数のその点での位数が少なくとも 2 であるということである。
その理由は、微分学において、そのような曲線の点 (x0, y0) における接線は、左辺がテイラー展開の一次の項であるような方程式
{\displaystyle (x-x_{0})F'_{x}(x_{0},y_{0})+(y-y_{0})F'_{y}(x_{0},y_{0}),}
によって定義されることである。したがって、この項が0であれば、接線は通常の方法では定義できない。接線はそもそも存在しない、あるいは、特別な定義をしなければならない。
一般に超曲面
F(x, y, z, ...) = 0
に対して特異点 (singular point) はすべての偏微分が同時に消えるような点である。いくつかの多項式の共通零点として定義される一般の代数多様体 V に対しては、V の点 P が特異点であるとは多項式の一次の偏微分のヤコビ行列が P において多様体の他の点の行列のランクよりも低いランクをもつということである。
特異でない V の点を非特異 (non-singular) あるいは正則 (regular) という。たいていの点は非特異であるということは次のような意味で常に正しい。非特異点全体は空でない開集合をなす。
（実係数の多項式で定義された多様体の実座標の点の集合である）実多様体の場合には、多様体 (variety) はすべての正則点の近くで多様体 (manifold) である。しかし実多様体 (variety) は多様体 (manifold) であり特異点をもつかもしれないことを注意することは重要である。例えば方程式 {\displaystyle y^{3}+2x^{2}y-x^{4}=0} は実解析的多様体を定義するが原点に特異点をもつ。これは次のように言うことで説明できる。曲線は原点において実分枝を切る2つの複素共役な分岐をもつ。

## 滑らかな写像の特異点
特異点の概念はまったく局所的な性質であるので、上記の定義は滑らかな写像（M から Rn への関数ですべての微分が存在するもの）からなるより広いクラスに拡張できる。これらの特異点の解析は写像の jet を考えることによって代数多様体のケースに帰着することができる。k-th jet は k 次までで打ち切り定数項を削除した、写像のテイラー級数である。

## 結節点
古典的代数幾何学 において、ある種の特別な特異点は結節点 (node) とも呼ばれた。結節点はヘッセ行列が特異でない特異点である。これは特異点が重複度 2 をもち接錐がその頂点の外では特異でないことを意味する。